# Osredkar
Osredkar je priimek več znanih Slovencev:
- Barbara Kapelj Osredkar (*1974), režiserka, arhitektka, scenografka in kostumografinja
- Damjan Osredkar, zdravnik pediater, razvojni nevrolog, prof. MF
- David Osredkar, zdravnik in farmacevt, spec. druž. med.
- Igor Osredkar (*1986), dvoranski nogometaš
- Janez Osredkar (*1944), skladatelj, glasbeni teoretik in pedagog
- Joško Osredkar (*1955), farmacevt
- Leo Osredkar (1811–?), misijonar
- Mari (Jože) Osredkar (*1963), frančiškan, teolog
- Marko Osredkar (1917–1988), veterinar
- Meta Osredkar (*1981), pisateljica, prevajalka
- Milan Osredkar (1919–2003), fizik, direktor IJS
- Radko Osredkar (*1945), fizik, univ. prof. (FRI UL in UM)
- Slavko Osredkar (1933–2018), politični funkcionar, župan Jesenic
- Uči Osredkar (r. Fajgelj) (*1927), kemičarka
- Valentin Osredkar (1896–1970), tehnični inovator (Rudnik Trbovlje)
- Veronika Osredkar, direktorica Občinske knjižnice Jesenice
- Vid Osredkar, filmski in TV snemalec in producent